# Untold Story: Volume II
Albums de The Game
West Coast Resurrection
(2005) G.A.M.E.
(2006)
Untold Story: Volume II est le troisième album indépendant de The Game, sorti le 26 juillet 2005. Il s'agit de la suite du premier du nom.

## Liste des titres
| No  | Titre                                              | Durée |
| --- | -------------------------------------------------- | ----- |
| 1.  | Fuck wit Me (featuring JT the Bigga Figga)         | 3:23  |
| 2.  | For My Gangstaz                                    | 4:03  |
| 3.  | Money Over Bitches (featuring JT the Bigga Figga)  | 3:54  |
| 4.  | I'm a Mobsta (featuring Young Menace)              | 3:44  |
| 5.  | Business Never Personal (featuring Blue Chip)      | 2:32  |
| 6.  | Eat Ya Beats Alive (featuring JT the Bigga Figga)  | 3:33  |
| 7.  | Troublesome                                        | 3:14  |
| 8.  | Just Beginning (Where I'm From)                    | 3:09  |
| 9.  | Born and Raised in Compton (Raised As A G)         | 2:39  |
| 10. | We Are the Hustlaz (featuring Blue Chip et Sean T) | 3:32  |
| 11. | Walk Thru the Sky                                  | 1:45  |
| 12. | Truth Rap (featuring JT the Bigga Figga)           | 3:50  |
| 13. | Drop Ya Thangs (featuring JT the Bigga Figga)      | 4:28  |
| 14. | The Game Get Live (featuring JT the Bigga Figga)   | 3:53  |